# 497

## Nașteri
- dată necunoscută: Teodora I  (d. 548)
- dată necunoscută: Childebert I  (d. 558)